# Zuidoost-Duits voetbalkampioenschap 1932/33
In 1932/33 werd het 22ste en laatste voetbalkampioenschap gespeeld dat georganiseerd werd door de Zuidoost-Duitse voetbalbond. 
Net als vorig jaar werd de verdeling van de groependoor de voetbalbond bepaald. De clubs van de drie sterkste competities (Breslau/Midden-Silezië, Neder-Lausitz en Opper-Silezië) werden in groep A ingedeeld en deze clubs speelden voor de Zuidoost-Duitse titel. De clubs uit Bergland, Neder-Silezië en Opper-Lausitz werden in groep B ingedeeld, waarvan de winnaar wel nog kans maakte op een ticket voor de eindronde om de Duitse landstitel. Beuthener SuSV 09 werd kampioen en plaatste zich voor de eindronde. De club versloeg SV Prussia-Samland Königsberg in de eerste ronde en werd in de kwartfinale verslagen door TSV 1860 München. Vorwärts-RaSpo Gleiwitz plaatste zich ook en verloor van Fortuna Düsseldorf.
Na dit seizoen kwam de NSDAP aan de macht en werden alle regionale voetbalbonden opgeheven. De Gauliga werd ingevoerd als hoogste klasse en de clubs uit Silezië gingen spelen in de Gauliga Schlesien en de clubs uit Lausitz in de Gauliga Berlin-Brandenburg.

## Deelnemers aan de eindronde
| Club                         | Gekwalificeerd als             |
| ---------------------------- | ------------------------------ |
| Waldenburger SV 09           | Kampioen van Bergland          |
| Breslauer SC 08              | Kampioen van Breslau           |
| Cottbuser FV 1898            | Kampioen van Neder-Lausitz     |
| VfB Liegnitz                 | Kampioen van Neder-Silezië     |
| Gelb-Weiß Görlitz            | Kampioen van Opper-Lausitz     |
| Beuthener SuSV 09            | Kampioen van Opper-Silezië     |
| SV Preußen Schweidnitz       | Vicekampioen van Bergland      |
| Breslauer FV 06              | Vicekampioen van Breslau       |
| SV 1919 Hoyerswerda          | Vicekampioen van Neder-Lausitz |
| SC 1920 Jauer                | Vicekampioen van Neder-Silezië |
| STC Görlitz                  | Vicekampioen van Opper-Lausitz |
| Vorwärts-Rasensport Gleiwitz | Vicekampioen van Opper-Silezië |

## Eindronde

### Groep A
| Plaats | Club                         | Wed. | W | G | V | Saldo | Ptn. |
| ------ | ---------------------------- | ---- | - | - | - | ----- | ---- |
| 1.     | Beuthener SuSV 09            | 10   | 9 | 0 | 1 | 40:12 | 18:2 |
| 2.     | Vorwärts-Rasensport Gleiwitz | 10   | 8 | 0 | 2 | 33:15 | 16:4 |
| 3.     | Breslauer SC 08              | 9    | 4 | 0 | 5 | 16:25 | 8:10 |
| 4.     | SV 1919 Hoyerswerda          | 10   | 3 | 2 | 5 | 24:31 | 8:12 |
| 5.     | Breslauer FV 06              | 10   | 2 | 2 | 6 | 25:26 | 6:14 |
| 6.     | Cottbuser FV 1898            | 9    | 0 | 2 | 7 | 11:40 | 2:16 |

De wedstrijd Breslauer SC 08 - Cottbuser FV werd niet gespeeld.
|  | Kampioen, geplaatst voor de nationale eindronde |
|  | Play-off tweede ticket nationale eindronde      |

### Groep B
| Plaats | Club                   | Wed. | W | G | V | Saldo | Ptn.  |
| ------ | ---------------------- | ---- | - | - | - | ----- | ----- |
| 1.     | STC Görlitz            | 10   | 7 | 2 | 1 | 42:12 | 16:4  |
| 2.     | SC 1920 Jauer          | 10   | 4 | 2 | 3 | 20:21 | 10:8  |
| 3.     | SV Preußen Schweidnitz | 10   | 4 | 2 | 4 | 25:35 | 10:10 |
| 4.     | Waldenburger SV 09     | 10   | 2 | 4 | 4 | 26:25 | 8:12  |
| 5.     | VfB Liegnitz           | 9    | 3 | 2 | 4 | 17:23 | 8:10  |
| 6.     | Gelb-Weiß Görlitz      | 10   | 2 | 2 | 6 | 14:28 | 6:14  |

|  | Play-off tweede ticket nationale eindronde |

## Tweede ticket Duitse eindronde
Heen
|               |             |       |                              |                              |
| 16 april 1933 | STC Görlitz | 1 - 2 | Vorwärts-Rasensport Gleiwitz | Schenckendorffplatz, Görlitz |
| 16 april 1933 |             |       |                              | Schenckendorffplatz, Görlitz |

Terug
|               |                              |       |             |                       |
| 30 april 1933 | Vorwärts-Rasensport Gleiwitz | 5 - 0 | STC Görlitz | Jahnstadion, Gleiwitz |
| 30 april 1933 |                              |       |             | Jahnstadion, Gleiwitz |